# Elektrotechnischer Assistent für Elektronik und Datentechnik
Der Bildungsgang Elektrotechnische/r Assistent/in für Elektronik und Datentechnik (ETA) in Deutschland ist eine Berufsausbildung. Die Ausbildung dauert in der Regel 24 Monate, mit Zusatzqualifikationen 36 Monate. Absolventen der Ausbildung sind berechtigt die Berufsbezeichnung Staatlich geprüfter Elektrotechnische/r Assistent/in - Schwerpunkt Elektronik und Datentechnik zu führen. 

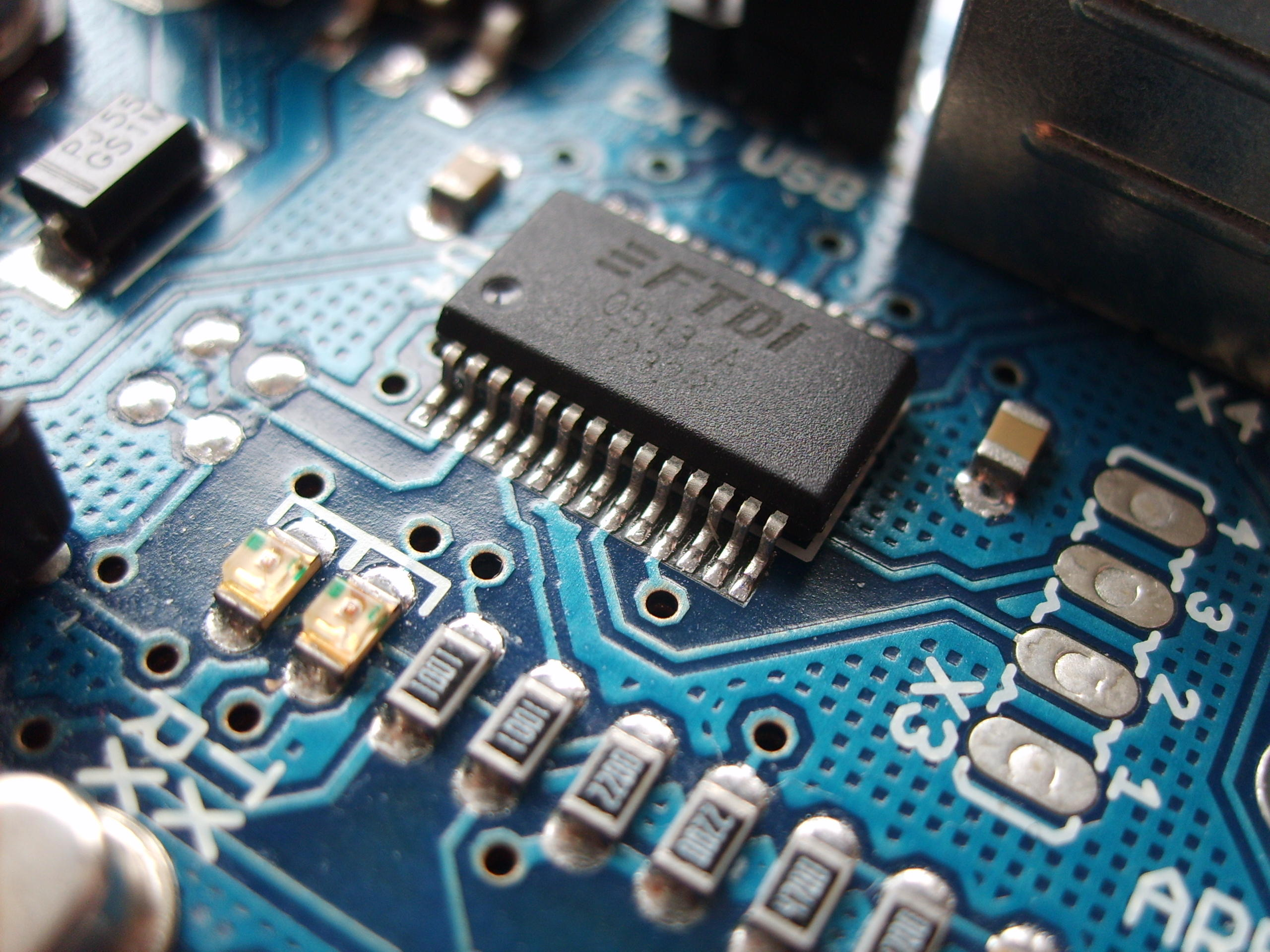
Ein SMD (Surface-Mount-Device) FTDI-Chip

 Die Berufsfachschulen bzw. Berufskollegs wählen Bewerber nach eigenen Kriterien aus. Für die Ausbildung ist in der Regel ein mittlerer Bildungsabschluss eine Voraussetzung.

## Entstehung
Im Zusammenhang mit dem Entstehen neuer Berufe im Bereich der Informations- und Kommunikationstechnik wurde 1997 in Berlin der Bildungsgang des/der Elektrotechnische/n Assistenten/in für Elektronik und Datentechnik eingeführt. Die Inhalte der Ausbildung sind vergleichbar mit dem des IT-Systemelektronikers/-Elektronikerin, werden allerdings nicht dual mit einem Ausbildungsbetrieb, sondern in Vollzeitform innerhalb der Berufsschule gelehrt.

## Ausbildung
Die Ausbildung findet in Vollzeit in der Berufsfachschule oder dem Berufskolleg statt. Es findet außerdem ein 6–8 Wochen dauerndes Praktikum in einem Praktikumsbetrieb statt.
Zu den Berufsbezogenen Lernbereichen gehören die Analyse, Planung und Installation elektrotechnischer Systeme. Die Auszubildenden lernen, digitale Schaltungen zu analysieren und zu simulieren. Ein weiterer Bereich ist der Entwurf und die Implementierung von Steuerungs- und Regelungssystemen. Außerdem deckt die Ausbildung IT-Kompetenzen ab, einschließlich der Einrichtung und Verwaltung von Netzwerken und Serversystemen, sowie die Programmierfähigkeiten, die für die Erstellung und Wartung von informationstechnischen Systemen erforderlich sind.
Neben den berufsbildenden Fächern werden auch allgemeinbildende Fächer wie Mathematik, Kommunikation und Englisch unterrichtet. Falls die Ausbildung mit der Berufsoberschule gekoppelt wird, verlängert sie sich von 24 Monaten auf 36 Monate. Dabei kommen Fächer, wie Physik, Chemie und Elektrotechnik hinzu, wodurch neben dem Berufsabschluss auch die allgemeine Fachhochschulreife erlangt wird.

## Tätigkeiten
Elektrotechnische Assistenten entwickeln Lösungen für elektrotechnische und elektronische Problemstellungen. Sie sind an der Entwicklung von Studien und Prototypen beteiligt, etwa für mikroprozessorgesteuerte Geräte, erarbeiten Detailkonzepte, fertigen Montageskizzen an, entwerfen Schaltbilder und berechnen Leistungsmerkmale der Bauteile. Bei der Erprobung der Aggregate bauen sie Versuchsanordnungen auf, führen Versuche und Messungen durch und sind auch an der Inbetriebnahme der fertigen Geräte sowie an Kundendienst und Kundenberatung beteiligt. Hierbei entstören sie Geräte, passen Systeme an und wirken an der Angebotserstellung für technische Anlagen mit. Sie überwachen auch die technische Leistungsfähigkeit dieser Systeme, indem sie beispielsweise Ereignisprotokolle führen und analysieren.
Zusätzlich zur Elektrotechnik befassen sie sich zunehmend mit Informationstechnologie. Ihre Aufgaben erweitern sich auf die Einrichtung und Administration von Netzwerken und serverbasierten Systemen. Sie sind beispielsweise mit der Netzwerksicherheit und Sicherstellung der Datenintegrität beauftragt und tragen zur Planung und Implementierung von IT-Lösungen bei, welche elektrotechnische Systeme ergänzen. Sie arbeiten eng mit Experten zusammen, um elektrotechnische und informationstechnische Lösungen zu integrieren, wodurch sie eine Schnittstelle zwischen der Entwicklung und dem Servicebereich darstellen können.
Bei der Einrichtung neuer Systeme achten sie auf die ergonomischen Platzierung der Geräte und gewährleisten eine korrekte Installation der Stromversorgungen, wobei sie die Einhaltung elektrischer Schutzmaßnahmen sicherstellen. Die Installation und Konfiguration von Geräten und Systemen der Informations- und Telekommunikationstechnik gehört ebenso zu ihrem Tätigkeitsfeld. Ein weiterer Aspekt ihrer Arbeit ist die Einweisung der Benutzer in die Bedienung der Systeme, damit die Nutzer die technischen Systeme auch effektiv und sicher verwenden können.

## Branchen und Einsatzgebiete
| Branche                                       | Einsatzgebiet |
| --------------------------------------------- | --- |
| Elektro                                       | - Herstellung von Geräten und Einrichtungen der Telekommunikationstechnik, z. B. digitale Vermittlungseinrichtungen und -endgeräte, Einrichtungen und Geräte der Kommunikationselektronik - Fernmeldedienste, z. B. Mobilfunkdienstleistungsunternehmen, Unternehmen für festnetzgebundene Telekommunikationsdienstleistungen und Satellitenfunkdienstleistungen - Herstellung von Elektrizitätsverteilungs- und -schalteinrichtungen - Herstellung von industriellen Prozesssteuerungseinrichtungen - Herstellung von elektrischen Mess-, Kontroll-, Navigations- u. ä. Instrumenten und Vorrichtungen - Herstellung von elektronischen Bauelementen - Herstellung von Rundfunkgeräten sowie phono- und videotechnischen Geräten, z. B. Entwicklungsabteilung oder Qualitätsprüfung |
| IT, DV, Computer                              | - Herstellung von Datenverarbeitungsgeräten und -einrichtungen - Softwareberatung und -entwicklung - mit der Datenverarbeitung verbundene Tätigkeiten |
| Architektur- und Ingenieurbüros               | - Ingenieurbüros für bautechnische Gesamtplanung, insbesondere auf dem Gebiet der Elektrotechnik und Datentechnik - Ingenieurbüros für technische Fachplanung |
| Fahrzeugbau                                   | - Luft- und Raumfahrzeugbau - Schienenfahrzeugbau - Herstellung von Kraftwagen und Kraftwagenmotoren - Herstellung von Teilen und Zubehör für Kraftwagen und Kraftwagenmotoren |
| Medizinische Technik, Orthopädie, Zahntechnik | - Herstellung von elektromedizinischen Geräten und Instrumenten |
| Maschinen- und Anlagenbau                     | - Herstellung von Werkzeugmaschinen - Herstellung von Maschinen für die Erzeugung und Nutzung von mechanischer Energie (ohne Motoren) für Luft- und Straßenfahrzeuge |
| Forschung und Entwicklung                     | - Forschung und Entwicklung im Bereich Ingenieurwissenschaften, insbesondere auf dem Gebiet Elektrotechnik und Datentechnik |